# إرادة القوة (كتاب)
إرادة القوة مؤلف لنيتشه يعرض فيه معظم آرائه في شتى ميادين الفكر. فقد جاب التاريخ والفلسفة وانتهى إلى إحداث انقلاب في القيم يستبدل بموجبه القواعد الاخلاقية التقليدية والقيم المسيحية بقواعد أخلاقية تدافع عن حقوق الأقوياء وذوي البنية السليمة بوجه جمهور العبيد، والهزيلي البنية والضعفاء، (عملاء العدم). وقد جاءت طروحاته الأخيرة عنيفة إلى حد الغرابة، فضلا عن التشويه الذي أحدثته فيها شقيقته التي نشرت هذا المؤلف.
وقد جمعت في هذا المؤلف كتابات الفيلسوف على غير الترتيب المقرر لها مما أدى بالتالي إلى تحريف معانيها فأفسحت تلك الطروحات المجال أمام تأويلات عديدة (العنصرية والفاشية). بصورة عامة تدل إرادة القوة على شهوة السلطة والحكم وعلى حاجة الإنسان المفرطة إلى تأكيد ذاته.

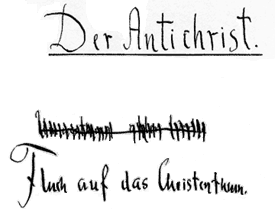